# حكومة أستراليا الغربية
حكومة أستراليا الغربية، يُشار إليها رسميًا باسم حكومة صاحبة الجلالة في أستراليا الغربية، هي السلطة الإدارية الديمقراطية للولاية الأسترالية في أستراليا الغربية. ويُشار إليها، أيضًا، باسم حكومة أستراليا الغربية. شُكلت الحكومة ذات النظام البرلماني الدستوري عام 1890على النحو المنصوص عليه في دستورها، بصيغته المعدلة من وقت لآخر. ومنذ اتحاد أستراليا عام 1901، أصبحت أستراليا الغربية إحدى دول الكومنولث الأسترالي، ويُنظم دستور أستراليا علاقتها مع الكومنولث. وبمُوجب الدستور الأسترالي، تنازلت أستراليا الغربية عن السيادة التشريعية والقضائية للكومنولث، إلا أنها احتفظت بالسلطات في جميع الأمور الأخرى التي لا تتعارض مع الكومنولث.